# Oligobalistes
Oligobalistes robustus é um gênero extinto de peixe-porco que viveu durante o Rupeliano da época do Oligoceno, Europa Central.